# Arnera
L'Arnera és un riu de l'Alt Empordà, afluent de la Muga pel costat esquerre, i que neix entre Frontera entre França i Espanya.
És un riu de règim pluvial, nodrit tan sols per les pluges de tardor i de primavera. A l'agost té un mínim. La seva desembocadura es produeix a l'Pantà de Darnius-Boadella.
Pel que fa a la diversitat biològica és un riu ple de vida, poblat per barbs, truites, crancs de riu (actualment, dominat pel cranc de riu americà, l'autòcton ha gairebé desaparegut), anguiles, serps d'aigua, salamandres, gripaus, granotes. A les ribes hi ha vegetació de ribera: verns, pollancres.